# Mirko del Montenegro
Mirko Petrović-Njegoš (Cettigne, 17 aprile 1879 – Vienna, 2 marzo 1918) è stato un principe montenegrino.

## Matrimonio e figli
Il 25 luglio 1902, a Cettigne, il principe Mirko sposò Natalija Konstantinović (Trieste, 10 ottobre 1882 - Parigi, 21 agosto 1950), figlia di Aleksander Konstantinović e di sua moglie, Milena Opuić; la nonna paterna era Anka (Anna) Obrenović (1º aprile 1821 - Belgrado, 10 giugno 1868), figlia di Jevrem Obrenović (1790 - 20 settembre 1856), fratello minore di Miloš Obrenović I di Serbia. La coppia ebbe cinque figli prima di divorziare nel 1917:
- Shchepac (Stephan) (Cettigne, 27 agosto 1903 - Cannes, 15 marzo 1908);
- Stanislaw (Cettigne, 30 gennaio 1905 - Cattaro, 4 gennaio 1908);
- Michael (Cettigne, 1º settembre 1908 – Parigi, 24 marzo 1986);
- Pavle (Paul) (Podgorica, 16 maggio 1910 - giugno 1933);
- Emmanuel (Cettigne, 10 giugno 1912 - Biarritz, 26 marzo 1928).

Il loro figlio Michele gli succedette alla guida della famiglia Petrović-Njegoš.

## Il trono serbo
Dal momento che la moglie del principe Mirko era nipote di Aleksandar Konstantinović, sposato nel 1842 con Anka (Anna) Obrenović, membro della famiglia Obrenović, reggente in Serbia, venne accordato con il governo serbo che Mirko avrebbe potuto essere proclamato principe ereditario della corona di Serbia se il matrimonio tra il re Aleksandar Obrenović e la regina Draga fosse stato senza eredi.
Mirko perse la sua opportunità di succedere al trono serbo nel 1903, per via dell'assassinio di Alexander e Draga e l'incoronazione del suo avversario Petar Karađorđević. Ad ogni modo nel 1911 egli aderì alla Mano nera "Unità o Morte", una società segreta che puntava all'unificazione di tutti i serbi nei Balcani, specialmente quanti si fossero ancora trovati sotto l'Impero austro-ungarico.

## Gli ultimi anni
Mirko divorziò dalla moglie nel 1917 e si spostò da Parigi a Vienna dove morì nel 1918. A seguito della sua morte, suo figlio Michele, di appena dieci anni, venne educato a Parigi. Alla morte di Nicola I del Montenegro Michele divenne il suo successore e alla caduta della monarchia divenne capo della casata montenegrina in esilio.

## Ascendenza
|                                |                      |                    | Genitori |  |  | Nonni |  |  | Bisnonni               |  |  | Trisnonni            |  |
|                                |                      |                    |          |  |  |       |  |  | Stanko Petrović-Njegoš |  |  | Sava Petrović-Njegoš |  |
|                                |                      |                    |          |  |  |       |  |  | Stanko Petrović-Njegoš |  |  | Sava Petrović-Njegoš |  |
|                                |                      | Angelika Radamović |          |  |  |       |  |  | Stanko Petrović-Njegoš |  |  |                      |  |
| Granduca Mirko Petrović-Njegoš |                      |                    |          |  |  |       |  |  | Stanko Petrović-Njegoš |  |  |                      |  |
|                                |                      | Christine Vrbitsa  | …        |  |  |       |  |  |                        |  |  |                      |  |
|                                |                      | Christine Vrbitsa  | …        |  |  |       |  |  |                        |  |  |                      |  |
|                                |                      | Christine Vrbitsa  | …        |  |  |       |  |  |                        |  |  |                      |  |
| Nicola I del Montenegro        |                      | Christine Vrbitsa  |          |  |  |       |  |  |                        |  |  |                      |  |
|                                |                      | Drago Martinović   | …        |  |  |       |  |  |                        |  |  |                      |  |
|                                |                      | Drago Martinović   | …        |  |  |       |  |  |                        |  |  |                      |  |
|                                |                      | Drago Martinović   | …        |  |  |       |  |  |                        |  |  |                      |  |
| Anastasija Martinović          |                      | Drago Martinović   |          |  |  |       |  |  |                        |  |  |                      |  |
|                                |                      | Stana Martinović   | …        |  |  |       |  |  |                        |  |  |                      |  |
|                                |                      | Stana Martinović   | …        |  |  |       |  |  |                        |  |  |                      |  |
|                                |                      | Stana Martinović   | …        |  |  |       |  |  |                        |  |  |                      |  |
| Mirko del Montenegro           |                      | Stana Martinović   |          |  |  |       |  |  |                        |  |  |                      |  |
|                                | Peter Perkov Vukotić | …                  |          |  |  |       |  |  |                        |  |  |                      |  |
|                                | Peter Perkov Vukotić | …                  |          |  |  |       |  |  |                        |  |  |                      |  |
|                                | Peter Perkov Vukotić | …                  |          |  |  |       |  |  |                        |  |  |                      |  |
| Petar Vukotić                  | Peter Perkov Vukotić |                    |          |  |  |       |  |  |                        |  |  |                      |  |
|                                |                      | Stana Milić        | …        |  |  |       |  |  |                        |  |  |                      |  |
|                                |                      | Stana Milić        | …        |  |  |       |  |  |                        |  |  |                      |  |
|                                |                      | Stana Milić        | …        |  |  |       |  |  |                        |  |  |                      |  |
| Milena Vukotić                 |                      | Stana Milić        |          |  |  |       |  |  |                        |  |  |                      |  |
|                                |                      | Tadija Vervodić    | …        |  |  |       |  |  |                        |  |  |                      |  |
|                                |                      | Tadija Vervodić    | …        |  |  |       |  |  |                        |  |  |                      |  |
|                                |                      | Tadija Vervodić    | …        |  |  |       |  |  |                        |  |  |                      |  |
| Elena Vervodić                 |                      | Tadija Vervodić    |          |  |  |       |  |  |                        |  |  |                      |  |
|                                |                      | Milica Pavičević   | …        |  |  |       |  |  |                        |  |  |                      |  |
|                                |                      | Milica Pavičević   | …        |  |  |       |  |  |                        |  |  |                      |  |
|                                |                      | Milica Pavičević   | …        |  |  |       |  |  |                        |  |  |                      |  |
|                                |                      | Milica Pavičević   |          |  |  |       |  |  |                        |  |  |                      |  |